# Vitória do Xingu
Vitória do Xingu é um município brasileiro do estado do Pará. Localiza-se a uma latitude 02º52'48" sul e a uma longitude 52º00'36" oeste, estando a uma altitude de 0 metros. Sua população estimada em 2020 era de 15.279 habitantes. Possui uma área de 3.135,2 km².

## História
O primeiro branco a chegar à região da atual Vitória do Xingu foi o padre Roque Hunderpfund que, em 1750 com a ajuda dos índios xipaias e curuaias, abriu uma trilha para transpor a "Volta Grande do Xingu", onde fundou, um pouco acima de onde hoje é a cidade de Altamira, a missão Tavaquara, que foi abandonada após a expulsão dos jesuítas do Brasil.
Em 1868 dois capuchinhos italianos, os frades Ludovico e Carmelo Mazzarino, aportaram em Vitória do Xingu, pequeno povoado habitado por seringueiros, e com a ajuda dos índios xipaias e curuaias reabriram as picadas tomadas pela mata que haviam sido feitas por padre Roque. Essas picadas faziam a ligação de Vitória com a parte a montante da Volta Grande do Xingu.
Por volta de 1875, no povoado de Vitória, já haviam se instalado alguns comerciantes que viviam da exploração da borracha feita por nordestinos que recebiam aviamento dos comerciantes e embrenhavam-se nas matas para a extração do látex. Foi nesse clima que o piauiense Coronel Gayoso pegou a empreitada de construir uma estrada que ligasse Vitória a Altamira com o intuito de ganhar muito dinheiro com o pedágio, pois aplicara muito dinheiro em empreendimentos financeiros e em escravos. Mas a abolição da escravidão podou seus planos.
Em 1891 chegou ao Xingu o fazendeiro baiano Agrário Cavalcante, que, também visando a obtenção de lucros, concluiu a estrada que ainda fez a ligação de Vitória com Altamira. Nesses relatos podemos observar que a formação dos primeiros habitantes de Vitória do Xingu contou com contingentes de nordestinos, índios, negros e caboclos.
No final do século XIX, mais precisamente nos anos de 1883 e 1896, respectivamente, duas expedições estrangeiras percorreram o Xingu, a do naturalista alemão Karl von den Steinen e do cientista francês Henri Coudreau. Henri Coudreau, em seu livro intitulado "Voyage au Xingu", fez descrições detalhadas das três etapas obrigatórias da estrada. O pesquisador também percorreu a Estrada Pública Cachoeira-Ambé-Altamira.
Em 13 de dezembro de 1991 o município de Vitória do Xingu foi criado por lei.

## Geografia
Após sua criação do município em 1991, Vitória do Xingu passou a ter os seguintes limites: ao norte limite-se com Porto de Móz e Senador José Porfírio, ao sul e a oeste com Altamira e ao leste com Senador José Porfírio.
De acordo com os dados estatísticos do IBGE, o recém criado município de Vitória do Xingu dispõe de uma área de 3.135,2 km² e uma população, de acordo com o censo de 2010, de aproximadamente 13.431 habitantes, haja vista que a grande maioria está localizada na zona rural, num total de 8.069 habitantes, para 5.362 habitantes na zona urbana. Esses dados nos fornece a densidade demográfica do município é de 10,74 habitantes/km².

## Infraestrutura

### Transportes
Sua principal ligação viária com o restante do estado se dá pela rodovia estadual PA-415, que a liga ao sul à sede municipal de Altamira. Outra rodovia importante é a rodovia federal BR-230 (Transamazônica), que dá conexão à Usina Hidrelétrica de Belo Monte.

### Esportes
O município conta com o Estádio Padre João, conhecido como Arena Xingu, inaugurado em 2015 e com capacidade para 5.000 pessoas.